# Jules Collinet
Pour les articles homonymes, voir Collinet.
Joseph Jules Collinet né le 25 novembre 1822 à Reims et mort dans la même ville le 16 décembre 1903 est un peintre français.

## Biographie
Le père de Jules Collinet, Toussaint Collinet de Népou (1792-1841) est vérificateur des Poids et Mesures.
Jules Collinet fait ses études au lycée de Reims. Il suit pendant trois ans les cours municipaux de dessin. En 1842, il décide de suivre sa vocation artistique vers la peinture. Après une première formation auprès du peintre d’histoire rémois Charles Auguste Herbé, il se rend à Paris et entre dans l’atelier de François-Édouard Picot. Il fréquente l’Académie Suisse de Paris.
Il se marie avec Héloïse-Nicole Coutin et vont habiter Maisons-Laffitte et reviennent à Reims après 1870. Sa fille Clotilde Julie, née le 31 mars 1862, se marie avec le sculpteur Auguste Coutin, 

### Œuvres
- La Rue Chantereine.
- Église Saint Rémi.
- M. Robert, maître de chapelle de la cathédrale.
- Charles Auguste Herbé.
- Le Peigneur de laine.
- La Femme au chauffoir.
- L’Enfant à la Colombe.
- Le Maçon.
- La Repasseuse.
- Un fumeur.
- Une laveuse.
- La Tireuse d'épines, 1867.
- Femme rêveuse dans un intérieur, 1889.

## Élèves
- Paul Bocquet (1868-1947).